# Konyaspor Basketbol
A secção do Konyaspor Kulübü, conhecido também apenas como Konyaspor Basketbol, é uma equipe de basquetebol baseado em Cônia, Turquia que atualmente disputa a TBL. Manda seus jogos no Ginásio Esportivo Selçuklu Belediyesi com capacidade para 3.800 espectadores.

## Histórico de Temporadas
| Temporada | Nível | Liga | Pos. | J     | PL    | Resultado  |
| --------- | ----- | ---- | ---- | ----- | ----- | ---------- |
| 2012-13   | 3     | TB3L | 2    | 7-3   |       |            |
| 2013-14   | 3     | TB3L | 4    | 4-6   |       |            |
| 2014-15   | 3     | TB3L | 10   | 7-15  |       |            |
| 2015-16   | 3     | TB2L | 3    | 12-10 |       |            |
| 2016-17   | 4     | TB3L |      |       |       |            |
| 2017-18   | 2     | TBL  | 4    | 23-11 | 3-3   | Semifinais |
| 2018-19   | 2     | TBL  | 7    | 17-13 | 4 - 3 | Semifinais |

- fonte:eurobasket.com